# Ауторско дело
Ауторско дело је оригинална духовна творевина аутора, изражена у одређеној форми без обзира на његову уметничку, научну или другу вредност, његову намену, величину, садржину и начин испољавања, као и допуштеност јавног саопштавања његове садржине.
Из овога се види да Закон о ауторском и сродним правима захтева два основна услова које неко дело мора да испуни да би уживало правну заштиту у оквиру ауторског права:
1. да је реч о оригиналној духовној творевини из области стваралаштва, и;
2. да је изражено у некој форми.

Оригиналним се сматра оно дело које је резултат изворне инспирације аутора, одн. оно дело које код његових конзумената (читалаца, слушалаца, гледалаца,...) ствара осећај оригиналног, новог, необичног, до тада невиђеног дела. Оригиналност не треба мешати са новости дела. Иако су ова два појма врло блиска, они се ипак цене по различитим критеријумима - оригиналност по субјективном, а новост по објективном критеријуму. Разлика је значајна када се зна да закон захтева само оригиналност, а не и новост дела како би га правно заштитио.
Изражајна форма, односно форма у којој је изражена садржина неког дела је други битан елемент да би се оно могло сматрати ауторским. Ова форма се разликује код различитих врста дела - негде је материјализована (нпр. књига, слика, фотографија,...), а негде није (беседа, пантомима, музичко дело без нота,...). Изражајна форма не мора да буде и дефинитивна; одн. да би дело уживало правну заштиту, није неопходно да буде у потпуности завршено. Недовршена дела такође уживају правну заштиту, под условом да изражајна форма испуњава услов оригиналности. С друге стране, тек започето дело, из кога се не може назрети садржина дела, неће уживати ауторскоправну заштиту.

Нека страна права познају и додатне услове које дело мора да испуни да би било сматрано ауторским делом, то су:
1. Објављивање дела - представља радњу којом дело постаје доступно јавности. Под јавношћу се подразумева већи број лица, која нису повезана неким специфичним односима између себе. Начин објављивања може да буде различит и он је првенствено одређен врстом дела које се објављује. Објављивање ауторског дела је у искључивој надлежности самог аутора и то је једно од његових личних овлашћења, које је, сем у изузетним случајевима, непреносиво. Објављивањем дело постаје доступно свима, па су могућности неовлашћене употребе много веће. Због тога се сматра да објављивање доводи до умањења правне заштите дела које је објављено. У нашем праву се сматра да је дело објављено кад је, на било који начин и било где у свету, први пут саопштено јавности од стране аутора, односно лица које је он овластио. Објављивање треба разликовати од издавања дела. Ауторско дело је издато кад су примерци дела пуштени у промет од стране аутора, односно лица које је он овластио, у броју који, имајући у виду врсту и природу дела, може да задовољи потребе јавности. Дело ликовне уметности се сматра издатим и онда кад је оригинални примерак, или најмање једна копија дела учињена трајно приступачном јавности од стране аутора, односно лица са његовом дозволом. Објављивање дела је било конститутивни елемент ауторског дела у Уједињеном Краљевству до 1911. године и САД до 1976. године када су изједначена права необјављених са објављеним делима. У нашем, као и у већини других правних поредака, објављивање дела није неопходно за његову ауторскоправну заштиту, сем у случају непознатог аутора - јер се никако друкчије његова права не могу заштитити. У међународном ауторском праву, објављивање дела је непоходан услов за стицање ауторских права.
2. Уметничка вредност - је субјективни став који захтева од неког дела да у људима изазове осећај естетске вредности. Ово је у савременом праву потпуно напуштен концепт, јер се не може очекивати од законодавца да одређује критеријуме по којим се неко дело може сматрати уметничким, када је то предмет субјективне оцене. Зато наш Закон и каже "... без обзира на његову уметничку, научну или другу вредност".
3. Испуњење формалности - иако некада један од главних захтева, данас је потпуно одбачен. Бернска конвенција, чији је потписник и наша земља, каже да уживање и вршење ауторског права не подлеже никаквој формалности, одн. од аутора се не тражи да испуни неке захтеве формалне или процедуралне природе, да би уживао правну заштиту.

Наше право иде и корак напред у заштити ауторских права, па предметом заштите сматра и наслов ауторског дела. Наслов дела је име, тј. назив којим се једно ауторско дело обележава у циљу разликовања од дела исте или слична врсте. Наслов, по правилу, изражава суштину дела које обележава његову основну идеју, упућује на дело и стоји у блиској интелектуалној вези са делом. Због тога се наслов може сматрати резултатом духовног стваралаштва ауторског дела, одн. саставним елементом ауторског дела које обележава, та му се стога и даје квалитативно иста заштита. Није дозвољено узимати за наслов ауторског дела наслов који је већ употребљен за дело исте врсте (за дела различите врсте може) ако се тиме ствара забуна у погледу аутора. Ако се појаве иста или слична дела са истим насловима, подобна да изазову забуну у промету, примењује се начело временског приоритета, тј. аутор чије је дело раније настало (објављено, изложено и др.) има право да задржи наслов, док је овај други у обавези да га промени.
Изведена дела су она ауторска дела (дакле, уживају ауторскоправну заштиту) чији се аутор у њиховом стварању користио узором, идејом, композицијом другог аутора, под условом да је у дело унео и елементе оригиналности. Приликом утврђивања односа између изворног и изведеног дела, сматраће се да је ово друго оригинално, ако је од првог позајмило само идеју (идеја је слободна и доступна сваком). Уколико је, сем идеје, позајмило и форму, онда је реч о тзв. релативно оригиналном делу (прерада, обрада, збирка, прилагођавање, превод, и тсл.), код кога је ауторскоправна заштита ограничена од стране аутора изворног дела.
Закон о ауторском и сродним правима, набраја дела која могу/не могу бити предмет ауторскоправне заштите:
1.) Ауторским делом сматрају се, нарочито:
- писана дела (књиге, брошуре, чланци, преводи, рачунарски програми у било којем облику њиховог изражавања, укључујући и припремни материјал за њихову израду и друго);
- говорна дела (предавања, говори, беседе и друго );
- драмска, драмско-музичка, кореографска и пантомимска дела, као и дела која потичу из фолклора;
- музичка дела, са речима или без речи;
- филмска дела (кинематографска и телевизијска дела);
- дела ликовне уметности (слике, цртежи, скице, графике, скулптуре и друго);
- дела архитектуре, примењене уметности и индустријског обликовања;
- картографска дела (географске и топографске карте);
- планови, скице, макете и фотографије;
- позоришна режија.
- као и сва друга дела која испуњавају она два неопходна услова;
- ауторскоправном заштитом нису обухваћене опште идеје, начела, принципи и упутства који су садржани у ауторском делу.

2.) Не сматрају се ауторским делом:
- закони, подзаконски акти и други прописи;
- службени материјали државних органа и органа који обављају јавну функцију;
- службени преводи прописа и службених материјала државних органа и органа који обављају јавну функцију;
- поднесци и други акти у управном или судском поступку.